# Dirubidium
Le dirubidium est un allotrope du rubidium de formule Rb2.